# Настанак шпанског националног театра
Настанак шпанског националног театра се везује за период владавине краља Филипа II, дакле XVI век, а зачетницима се сматрају Лопе де Руеда (шп. Lope de Rueda), Хуан де ла Куева (шп. Juan de la Cueva), Хуан дел Енсина (шп. Juan del Encina), Хил Висенте (шп. Gil Vicente), Бартоломе де Торес Нааро (шп. Bartolome de Tores Naaro) и други.

## Кључне личности у стварању шпанског националног театра
После Хуана дел Енсине, "оца шпанског позоришта", као и Хил Висентеа, који су учествовали у формирању позоришта, Бартоломе де Торес Нааро је аутор који је значајно утицао на настанак шпанског позоришта својим теоријским текстом о позоришту, Propalladia (1517), где тумачи класичне драмске врсте и нови концепт комедије. Међутим, поред ова три аутора, они који су се веома истакли у стварању шпанског националног театра јесу Лопе де Руеда и Хуан де ла Куева.

#### Лопе де Руеда
Лопе де Руеда је био геније шпанског театра, који се истакао у свим активностима, од аутора драма, директора своје трупе, до самог глумца. Желео је да створи позориште које ће сажимати и одржавати говор и обичаје из народа. Угледао се на италијанске моделе, али је и поред тога успео да их прилагоди шпанском укусу, како би на крају и створио чисто шпанско позориште. Писао је многе комедије у коме је италијанску моду прилагодио националном, као и низ кратких, духовитих комада који се називају pasos. Такође, оно што треба напоменути јесу његови радови писани у прози, што је једна од највећих оригиналности у шпанском позоришту, јер су се у то време изводиле представе у стиху.

#### Хуан де ла Куева
Хуан де ла Куева је дефинитивно допринео развоју и процвату шпанског националног театра. Када говоримо о шпанској комедији, он их у свом стваралаштву има десет, као и четири трагедије. Корпус његових дела се може груписати на следећи начин, у три секције: 1) дела која обрађују историјске, националне теме, за која је надахнућа добијао из средњовековних хроника, шпанских романси и слично, 2) дела, односно драме које су инспирисане темама грчко-римске антике и 3) дела чије су теме фиктивне са фантастичним елементима. 

## Подела позоришта у Шпанији
У Шпанији, позориште се рађало у оквиру цркве све до XV века и било је везано за литургију и мису. У периоду када настаје световно позориште, доминирало је неколико имена, а један од најбитнијих био је Хуан дел Енсина, који се сматра оцем шпанског позоришта (шп. El padre del teatro español). Још једна личност која је веома утицала на настанак и развој шпанског националног театра јесте Хил Висенте, Португалац који је стварао крајем XV и почетком XVI века, чије стваралаштво доноси врхунац драми на Иберијском полуострву. 
Када је реч о темама у шпанском националном театру, биле су везане за питање части, правоверности, родољубивости, национални понос кроз историју, величање краља, народне обичаје и сл.
Постојала су три тока позоришта која су се паралелно развијала, а то су: 1) верско позориште (шп. teatro religioso), 2) учено или хуманистичко позориште (шп. teatro clasicista) и 3) народно позориште (шп. teatro popular). Верско позориште у Шпанији је нарочито било развијено између 1530. и 1580. године, а представља наставак средњовековне праксе. Везује се за велике црквене празнике као што су Божић (шп. Navidad) и Телово (шп. Corpus Christi), када би се на сцени изводили комади, односно епизоде из Библије. Учено, односно хуманистичко позориште се провлачи кроз цео XVI век и ту се огледа утицај античког театра, односно античке трагедије. Како се инсистирало на латинском језику приликом извођења представа, ово позориште је било ограничено уским круговима учених и образованих људи, па је самим тим имало велику улогу и заслугу у образоваљу људи тог доба. Народно позориште се развијало великом брзином, од 1530. године, било је веома популарно пошто је било намењено, не само за учене људе, већ и за ширу популацију.

## Шпанске позоришне трупе
Са развијањем народног позоришта долази до оснивања првих шпанских позоришних трупа (шп. compañías teatrales), по узору на италијанске, јер су до тада по Шпанији кружиле италијанске позоришне трупе које су изводиле краћа и једноставна дела. Ове трупе су се називале и путујуће позоришне трупе (шп. compañías de la legua), а Лопе де Руеда се сматра првим управником овакве трупе у Шпанији. Вођа глумачких трупа се звао autor de comedias, а понекад је уједно био и писац и глумац. У бароку ове трупе постепено нестају јер се појављују стална места за извођење представа.

## Позоришна дворишта
У време барока путујуће позоришне трупе постепено нестају и појављују се стална места за извођење драмских дела, односно позоришна дворишта (шп. corrales de comedias). Прва позоришна дворишта су отворена у Мадриду, Севиљи и Валенсији, а то су: Corral de la Cruz (1579), Corral del Príncipe (1583), Corral de las Atarazanas (1574) и Corral de la Olivera (1584).

#### Изглед позоришних дворишта
Што се тиче изгледа, корали представљају двориште на отвореном, између зграда. У средини се налази двориште (шп. patio) у коме је публика стајала и обично је било резервисано за мушкарце, а та публика се звала мускетари (шп. los mosqueteros). Место где су биле смештене жене се налазило преко пута сцене, на првом спрату, а називало се cazuela и до тог дела се долазило посебним ходником који се називао corredor de las mujeres. Клупе са страна сцене (шп. bancos o grados) су обично била резервисана места за припаднике виших слојева друштва, као и образованих људи. Прозори и галерија (шп. aposentos) на првом спрату су била места за још угледније и имућније људе, племићке породице и слично. Просторије на крову, односно тавану, са решеткама (шп. desvanes o rejas) јесу места одакле су дворани и сам краљ са породицом посматрали представу. Сцена се звала el tablado, а зид у позадини сцене pared de fondo. Простор испод бине (шп. el foso) служио је за извођење звучних ефеката у представи, док би музичари били поред сцене и они би обично отварали представу. Како је извођење трајало око три сата, у току представе није било мирно и јело се, а да би се одржала пажња током целог извођења, уводила су се и кратка дела између чинова.
Позоришна дворишта из седамнаестог века која су сачувана до данашњег дана у Шпанији јесу дворишта у месту Алмагро у околини Толеда, као и у Алкали де Енарес.

## Врхунац шпанског националног театра
Шпански национални театар врхунац достиже у XVII веку. Барок је дао велики број изузетних стваралаца на свим пољима уметничког стваралаштва у Шпанији, а посебно у драми. Неки од тих аутора јесу Лопе де Вега (шп. Lope de Vega) са својом новом комедијом, затим Мигел де Сервантес (шп. Miguel de Cervantes), Тирсо де Молина (шп. Tirso de Molina), Педро Калдерон де ла Барка (шп. Pedro Calderón de la Barca), Луис де Гонгора (шп. Luis de Gongora) и други. До дана данашњег овај период у шпанској уметности је остао као најбољи и никад превазиђени период, што доказује мноштво уметничких дела и заоставштина из тог доба.